# 헴

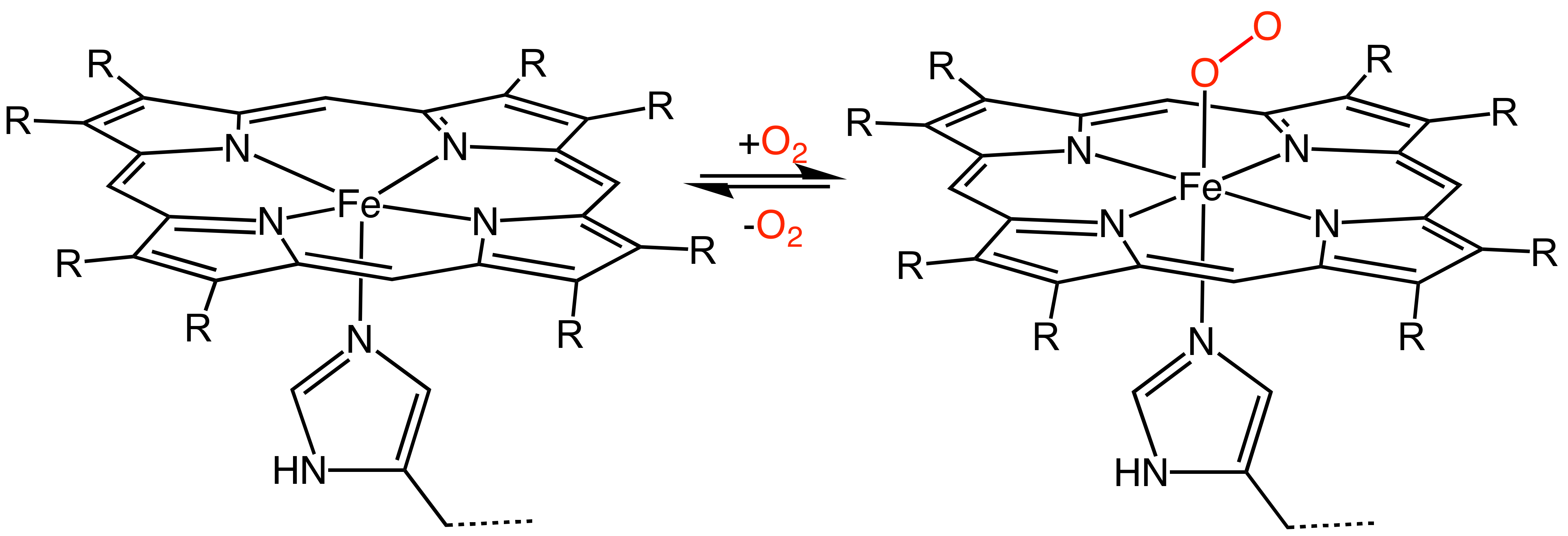
헴 보결분자단에 대한 산소의 결합

헴(미국 영어: heme, 영국 영어: haem)은 혈액에서 산소를 결합시키는 데 필요한 헤모글로빈의 고리 모양의 철 함유 분자 성분이다. 헴은 2개의 비닐기와 2개의 프로피온산 곁사슬을 가진 4개의 피롤 고리로 구성된다. 헴은 골수와 간 모두에서 생합성된다.
헴은 산소 부분을 운반하는 능력으로 인해 포유류의 다양한 산화환원 반응에서 중요한 역할을 한다. 반응에는 산화적 대사(사이토크롬 c 산화효소, 석신산 탈수소효소), 사이토크롬 P450 경로를 통한 생체이물 해독(일부 약물의 대사 포함), 기체 감지(구아닐산 고리화효소, 산화 질소 생성효소) 및 마이크로 RNA 처리(DGCR8)가 포함된다.
생화학적 용어로 헴은 "4자리 리간드 역할을 하는 포르피린과 하나 또는 두 개의 축 리간드에 배위된 철 이온으로 구성된" 배위 화합물이다. 정의는 느슨하며 많은 묘사에서 축 리간드가 생략된다. 금속단백질에 의해 보결분자단으로 배치된 금속포르피린 중에서 헴은 가장 널리 사용되는 것 중 하나이며 헴단백질로 알려진 단백질의 부류를 정의한다. 헴은 혈액의 붉은색 색소인 헤모글로빈의 구성 요소로 가장 일반적으로 인식되지만 미오글로빈, 사이토크롬, 카탈레이스, 헴 과산화효소 및 내피 산화 질소 생성효소와 같은 생물학적으로 중요한 여러 다른 헴단백질에서도 발견된다.
헴이라는 용어는 "혈액(blood)"를 의미하는 그리스어 "αἷμα (haima)"로부터 유래되었다.

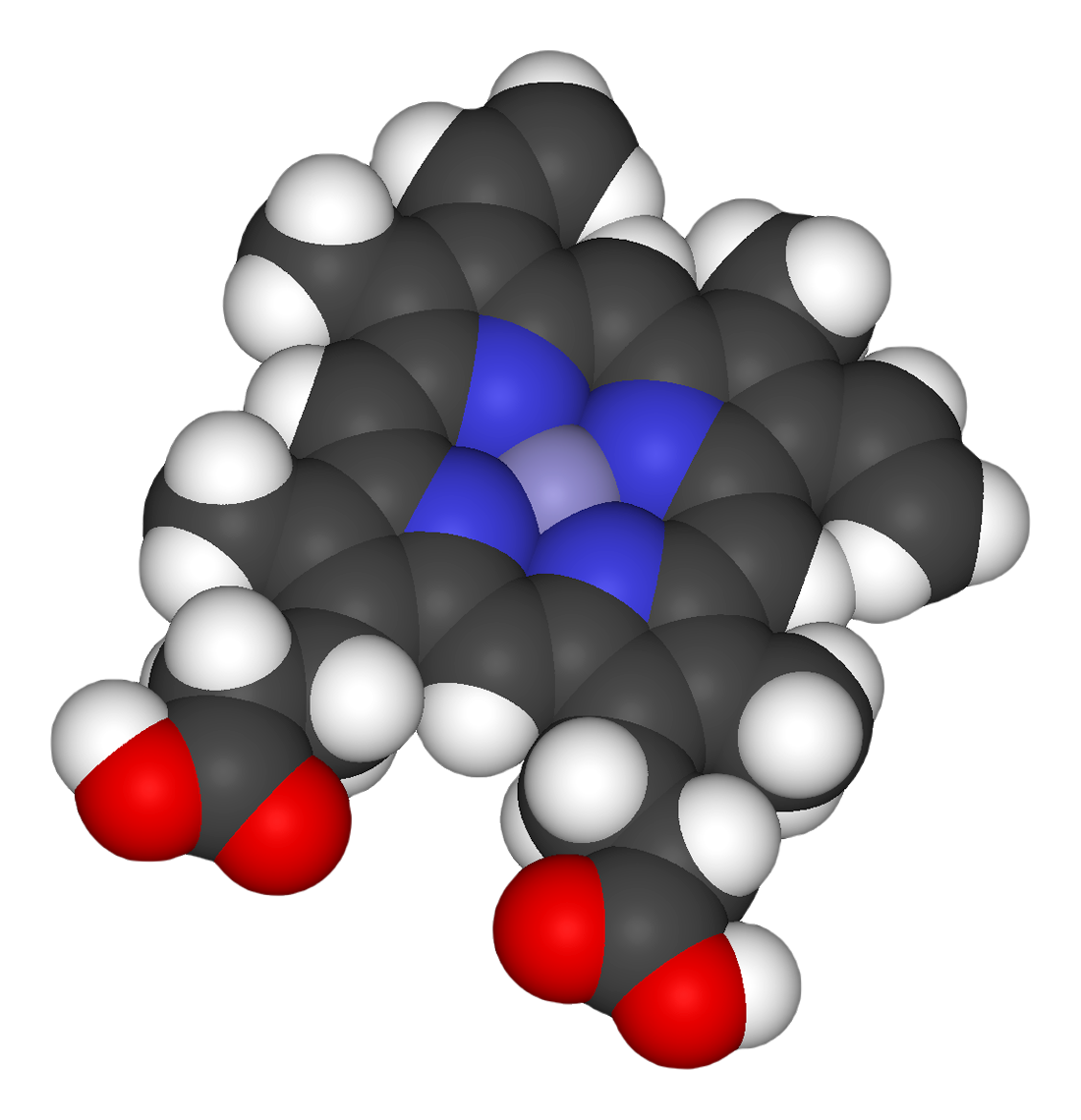
헴 B의 Fe-프로토포르피린 IX 소단위체의 공간채움 모형. 축 리간드는 생략되었다. 색 구성표: 회색=철, 파란색=질소, 검은색=탄소, 흰색=수소, 빨간색=산소.

## 기능

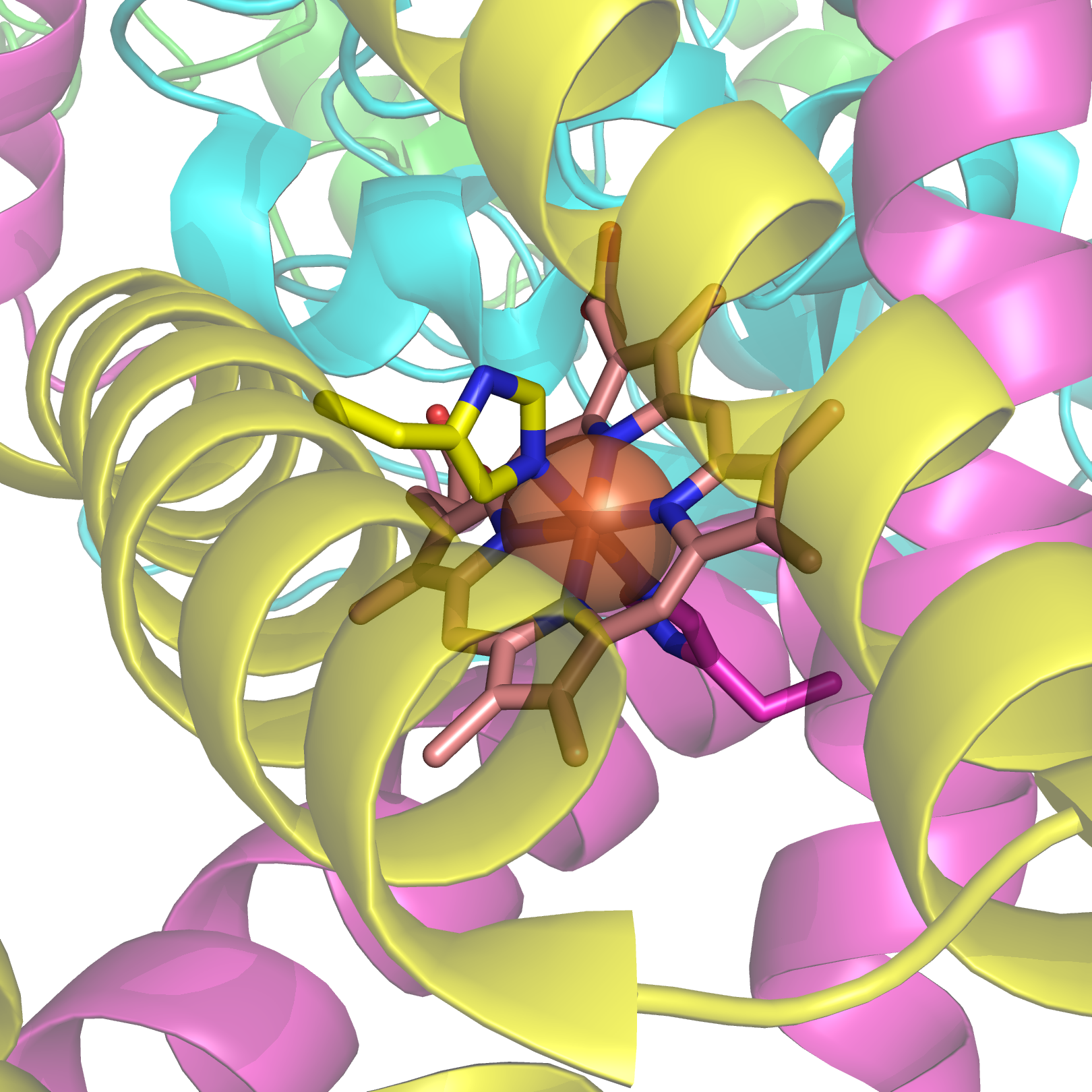
석신산 탈수소효소의 헴기는 미토콘드리아 전자전달계의 전자 운반체인 히스티딘에 결합되어 있다. 큰 반투명구는 철 이온의 위치를 나타낸다..

헴단백질은 이원자 기체 운반, 화학 촉매 작용, 이원자 기체 감지 및 전자 전달을 포함한 다양한 생물학적 기능을 가지고 있다. 헴 철은 전자 전달 또는 산화환원 반응이 일어나는 동안 전자 공여체 또는 전자 수용체 역할을 한다. 과산화효소가 촉매하는 반응에서 포르피린 분자는 전자 공여체 역할도 하며 공액 고리에서 라디칼 전자를 비편재화할 수 있다. 이원자 기체의 운반이나 검출에서 기체는 헴 철과 결합한다. 이원자 기체를 검출하는 동안 기체 리간드가 헴 철에 결합하면 주변 단백질의 입체구조적 변화가 유도된다. 일반적으로 이원자 기체는 Fe(II)처럼 환원된 헴에만 결합하는 반면, 대부분의 과산화효소는 Fe(III)와 Fe(IV) 사이를 순환하고 미토콘드리아에서의 산화환원반응, 산화 및 환원, Fe(II)와 Fe(III)사이의 순환에 관여하는 헴단백질이다.
헴단백질의 진화적 기능은 산소 분자가 출현하기 전 남세균과 유사한 조상격 생물의 원시 황 기반 광합성 경로에서의 전자 전달이었던 것으로 추측되어 왔다.
헴단백질은 단백질 내의 헴 거대고리의 환경을 변형함으로써 놀라운 기능적 다양성을 달성한다. 예를 들어 조직에 산소를 효과적으로 전달하는 헤모글로빈의 능력은 헴 분자 근처에 위치한 특정 아미노산 잔기 때문이다. 헤모글로빈은 pH가 높고 이산화 탄소의 농도가 낮을 때 폐의 산소와 가역적으로 결합한다. 상황이 역전되면(낮은 pH 및 높은 이산화 탄소 농도) 헤모글로빈은 조직으로 산소를 방출한다. 헤모글로빈의 산소 결합 친화력이 산성도와 이산화 탄소의 농도에 반비례하는 이러한 현상을 보어 효과라고 한다. 보어 효과의 배경이 되는 분자적 메커니즘은 글로빈 사슬의 입체적 구성이다. 헴기에 인접한 히스티딘 잔기는 산성 조건(운동하는 근육 등에 용해된 CO2로 인해 발생)에서 양전하를 띠고 헴기로부터 산소를 방출한다.

## 종류

### 주요 헴
생물학적으로 중요한 몇 가지 종류의 헴은 다음의 표와 같다.
|              |              | 헴 A          | 헴 B                  | 헴 C                  | 헴 O          |
| PubChem 번호 | PubChem 번호 | 7888115       | 444098                | 444125                | 6323367       |
| 화학식       | 화학식       | C49H56O6N4Fe  | C34H32O4N4Fe          | C34H36O4N4S2Fe        | C49H58O5N4Fe  |
| C3의 작용기  |              | –CH(OH)CH2Far | –CH=CH2               | –CH(시스테인-S-yl)CH3 | –CH(OH)CH2Far |
| C8의 작용기  | –CH=CH2      | –CH=CH2       | –CH(시스테인-S-yl)CH3 | –CH=CH2               |               |
| C18의 작용기 | –CH=O        | –CH3          | –CH3                  | –CH3                  |               |

헴 B의 Fe-포르피린 소단위체의 구조

헴 A의 Fe-포르피린 소단위체의 구조. 헴 A는 헴 B로부터 합성된다. 두 개의 순차적인 반응에서 17-하이드록시에틸파르네실 부분이 2번 위치에 첨가되고 알데하이드가 8번 위치에 첨가된다.

가장 일반적인 유형은 헴 B이다. 다른 중요한 유형으로는 헴 A와 헴 C가 있다. 분리된 헴은 일반적으로 대문자로 표기되는 반면, 단백질에 결합된 헴은 소문자로 표기된다. 사이토크롬 a는 사이토크롬 c 산화효소의 일부를 형성하는 막 단백질과 특이적으로 결합된 헴 A를 지칭한다.

### 기타 헴
포르피린의 다음 탄소 번호 지정 시스템은 생화학자들이 사용하는 오래된 번호 지정 시스템이며 위 표에 표시된 국제 순수·응용 화학 연합(IUPCA)에서 권장하는 1~24 번호 지정 시스템이 아니다.
- 헴 l은 락토퍼옥시데이스, 호산구 과산화효소 및 갑상샘 과산화효소의 단백질에 공유 결합으로 부착된 헴 B의 유도체이다. 락토퍼옥시데이스의 글루타밀375 및 아스파르틸225와 과산화물을 첨가하면 이들 아미노산 잔기와 헴 1-메틸기 및 5-메틸기 사이에 각각 에스터 결합이 형성된다.[19] 이 두 메틸기와 유사한 에스터 결합이 호산구 과산화효소와 갑상샘 과산화효소에서 형성되는 것으로 생각된다. 햄 l은 동물 과산화효소의 중요한 특성 중 하나이다. 식물 과산화효소는 헴 B를 포함한다. 락토퍼옥시데이스와 호산구 과산화효소는 침입한 세균과 바이러스를 파괴하는 보호 효소이다. 갑상샘 과산화효소는 중요한 갑상샘 호르몬의 생합성을 촉매하는 효소이다. 락토퍼옥시데이스는 폐와 배설물에 침입한 생물체를 파괴하기 때문에 중요한 보호 효소로 생각된다.[20]
- 헴 m은 미엘로퍼옥시데이스의 활성 부위에 공유 결합된 헴 B의 유도체이다. 헴 m은 락토퍼옥시데이스 및 호산구 과산화효소와 같은 다른 포유류의 과산화효소의 헴 l에도 존재하는 헴 1-메틸기 및 5-메틸기에 두 개의 에스터 결합을 포함한다. 또한 메티오닐 아미노산 잔기의 황과 헴 2-비닐기 사이에 독특한 설폰아마이드 이온 결합이 형성되어 이 효소에 염화물과 브로민화물 이온을 차아염소산염과 차아브로민산염으로 쉽게 산화시키는 독특한 능력을 부여한다. 미엘로퍼옥시데이스는 포유류의 호중구에 존재하며 침입한 세균과 바이러스를 파괴하는 역할을 한다. 아마도 "실수"로 차아브로민산염을 합성하는 것 같다. 차아염소산염과 차아브로민산염은 모두 돌연변이 유발 화합물인 할로젠화 뉴클레오사이드의 생성을 담당하는 반응성이 매우 큰 종이다.[21][22]
- 헴 D는 헴 B의 또 다른 유도체이지만, 6번 탄소의 프로피온산 곁사슬이 역시 하이드록실화되어 γ-스피로락톤을 형성한다. 고리 III는 또한 새로운 락톤 그룹에 대한 트랜스 입체구조로 5번 위치에서 하이드록실화된다.[23] 헴 D는 낮은 산소 장력에서 많은 유형의 세균이 산소를 물로 환원시키는 부위이다.[24]
- 헴 S는 2번 위치에서 2-비닐기 대신 폼일기를 가짐으로써 헴 B와 관련된다. 헴 S는 몇몇 종의 해양 벌레의 헤모글로빈에서 발견된다. 헴 B와 헴 S의 정확한 구조는 독일의 화학자 한스 피셔에 의해 처음으로 밝혀졌다.[25]

사이토크롬의 이름은 일반적으로(항상 그런 것은 아님) 포함하고 있는 헴의 종류를 반영한다. 사이토크롬 a는 헴 A를 포함하고, 사이토크롬 c는 헴 C를 포함한다. 이러한 관례는 헴 A의 구조가 발표될 때 아마도 처음으로 적용되었다.

### 헴의 종류를 지정하기 위한 대문자의 사용
대문자로 헴을 지정하는 고나행은 푸스티넨(Puustinen)과 위크스트롬(Wikstrom)의 논문 각주에서 공식화되었으며, 이는 다음과 같이 대문자를 사용해야 하는 조건을 설명한다. "우리는 헴 구조를 분리된 것으로 설명하기 위해 대문자를 사용하는 것을 선호한다. 소문자는 사이토크롬과 효소에 자유롭게 사용될 수 있을 뿐만 아니라 개별 단백질 결합 헴기를 설명하는 데에도 사용될 수 있다. (예를 들어 사이토크롬 bc1 복합체 및 사이토크롬 aa3 복합체, 사이토크롬 b5, 사이토크롬 bc1 복합체의 헴 c1, 사이토크롬 aa3 복합체의 헴 a3 등)." 즉, 화합물은 대문자로 지정되지만 구조의 특정 경우는 소문자로 지정된다. 따라서 구조에 2개의 헴 A(헴 a와 헴 a3)가 있는 사이토크롬 산화효소는 단백질 1몰당 2몰의 헴 A를 포함한다. 헴 bH, 헴 bL, 헴 c1이 있는 사이토크롬 bc1 복합체는 헴 B와 헴 C를 2:1의 비율로 포함한다. 이러한 관행은 사이토크롬 aa3의 헴에 대한 새로운 분리 절차의 산물을 이전의 것과 구별하기 위해 헴 A로 지정하는 코헤이(Caughey)와 요크(York)의 논문에서 시작된 것으로 보인다. "우리의 산물은 이전에 분리된 헴 a를 환원시켜 다른 작업자가 용액에서 얻은 헴 a와 모든 면에서 동일하지 않다 (2). 이러한 이유로, 우리는 명백한 차이가 합리화될 수 있을 때까지 생성물 헴 A를 지정한다." 이후의 논문에서 코헤이의 연구팀은 헴 A 뿐만 아니라 분리된 헴 B와 헴 C에도 대문자를 사용했다.

## 합성
|  |

모든 중간생성물은 화학적으로 포르피린으로 분류되는 테트라피롤이므로 헴을 생성하는 효소적 과정을 포르피린 합성이라고 부르는 것이 적절하다. 이 과정은 생물학 전반에 걸쳐 고도로 보존되어 있다. 사람의 경우 이 대사 경로는 거의 독점적으로 헴을 형성하는 역할을 한다. 세균에서는 보조 인자 F430과 코발라민(비타민 B12)과 같은 더 복잡한 물질도 생산한다.
이 경로는 아미노산인 글리신으로부터 δ-아미노레불린산(dALA 또는 δALA)이 합성되고 시트르산 회로에서 석시닐-CoA가 합성되면서 시작된다. 이 반응을 담당하는 속도 제한 효소인 ALA 생성효소는 포도당과 헴 농도에 의해 음성적으로 조절된다. 헴 또는 헤민에 의한 ALA 생성효소의 저해 메커니즘은 mRNA 합성의 안정성을 감소시키고 미토콘드리아에서 mRNA의 유입을 감소시키는 것이다. 이 메커니즘은 치료적으로 중요하다. 아르긴산 헴 또는 하마틴과 포도당을 주입하면 ALA 생성효소의 전사를 감소시켜 이 과정의 선천적 대사 이상이 있는 환자의 급성 간헐성 포르피린증의 발병을 중단시킬 수 있다.
헴 합성에 주로 관여하는 기관은 간(전신의 헴 풀에 따라 합성 속도가 매우 다양함)과 골수(헴 합성 속도는 상대적으로 일정하고 글로빈 사슬의 생성에 따라 다름)이지만 모든 세포가 제대로 기능하려면 헴이 필요하다. 그러나 독성으로 인해 헤모펙신(Hx)과 같은 단백질이 합성에 사용되기 위해 생리학적 철분 저장을 유지하는 데 도움이 되어야 한다. 헴은 빌리루빈 대사 과정에서 헤모글로빈의 이화작용의 중간생성물로 간주된다. 헴 합성시 다양한 효소의 결함으로 인해 포르피린증이라는 이상이 발생할 수 있으며 여기에는 급성 간헐성 포르피린증, 선천성 적혈구성 포르피린증, 만발성 피부 포르피린증, 유전성 코프로포르피린증, 혼합 포르피린증, 적혈구형성 프로토포르피린증이 포함된다.

## 식품을 위한 합성
식물성 대체육을 생산하는 임파서블 푸즈는 대두 뿌리의 레그헤모글로빈과 효모를 포함하는 가속화된 헴 합성 공정을 사용하여 고기가 없는(비건) 임파서블 버거 패티와 같은 품목에 생성된 헴을 첨가한다. 레그헤모글로빈 생산을 위한 DNA는 대두의 뿌리혹에서 추출되었으며 고기 없는 버거에 사용하기 위한 헴을 과잉생산했다. 이 과정으로 만들어진 제품에서 고기 맛이 난다고 주장한다.

## 분해

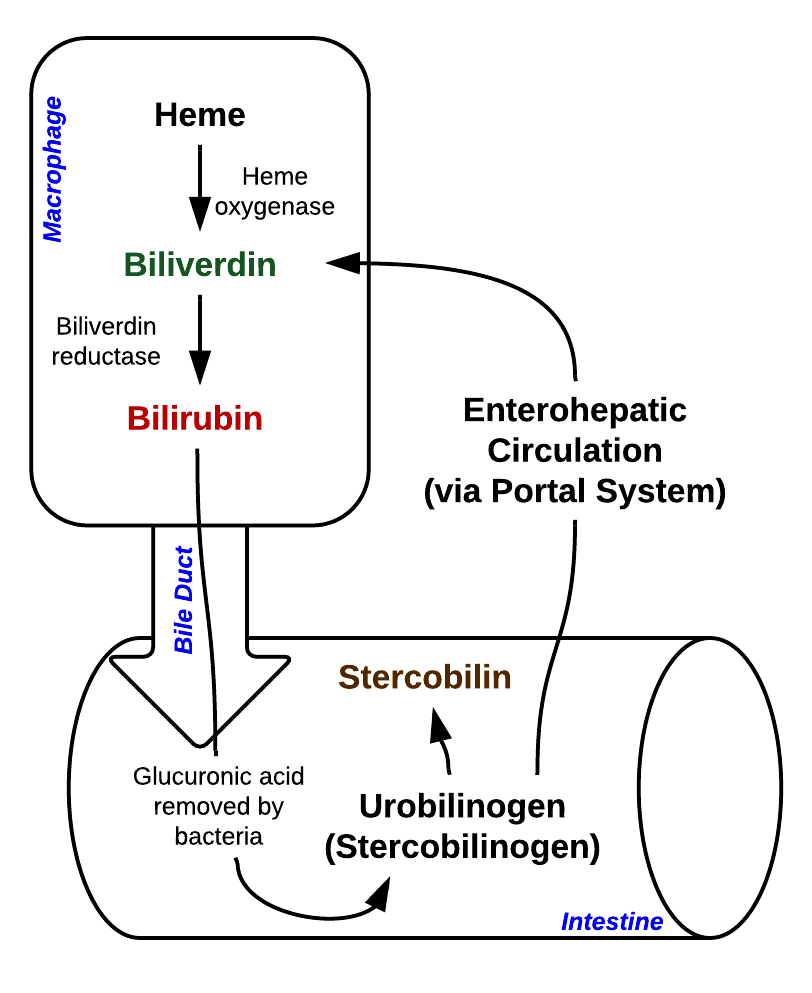
헴 분해

분해는 지라의 대식세포 내부에서 시작되며 순환계에서 오래되고 손상된 적혈구를 제거한다.
첫 번째 단계에서 헴은 헴 산소화효소(HO)에 의해 빌리베르딘으로 전환된다. NADPH는 환원제로 사용되며, 산소 분자가 반응에 들어가고, 일산화 탄소(CO)가 생성되며 철은 분자에서 제일철 이온(Fe2+)으로 방출된다. 일산화 탄소는 세포 신호전달자 역할을 하며 혈관 확장 기능을 한다.
또한 헴 분해는 산화 스트레스에 대한 진화적으로 보존된 반응인 것으로 보인다. 간단히 말하면, 세포가 자유 라디칼에 노출되면 헴을 분해하는 스트레스 반응성 헴 산소화효소-1(HMOX1) 동질효소의 발현이 빠르게 유도된다(아래 참조). 세포가 산화 스트레스에 반응하여 헴을 분해하는 능력을 기하급수적으로 증가시켜야 하는 이유는 불분명하지만 이는 유리 헴의 유해한 효과를 피하는 세포 보호 반응의 일부인 것으로 보인다. 다량의 유리 헴이 축적되면 헴 해독/분해 시스템이 압도되어 헴이 해로운 효과를 발휘할 수 있게 된다.
두 번째 반응에서 빌리베르딘은 빌리베르딘 환원효소(BVR)에 의해 빌리루빈으로 전환된다.
빌리루빈은 단백질(혈청 알부민)과 결합하여 촉진 확산을 통해 간으로 운반되며, 여기서 글루쿠론산과 결합하여 수용성이 높아진다. 이 반응은 UDP-글루쿠로노실기전이효소에 의해 촉매된다.
이러한 형태의 빌리루빈은 간에서 쓸개즙으로 배설된다. 간에서 담도소관으로의 빌리루빈의 배설은 활동적이고 에너지 의존적이며 속도 제한 과정이다. 장내 세균은 빌리루빈 다이글루쿠로나이드를 분리하여 유리 빌리루빈을 방출하는데, 이는 세균의 효소인 빌리루빈 환원효소에 의해 재흡수되거나 유로빌리노젠으로 환원될 수 있다.
일부 유로빌리노젠은 장 세포에 흡수되어 콩팥으로 운반되며 소변으로 배설된다(유로빌리노젠의 산화 산물이며 소변의 노란색을 담당하는 유로빌린). 나머지는 소화관을 따라 이동하여 스테르코빌리노젠으로 전환된다. 스테로코빌리노젠은 스테르코빌린으로 산화되어 배설며며 대변의 갈색이 되는 원인이 된다.

## 건강 및 질병에서
항상성 하에서 헴의 반응성은 헴단백질의 "헴 포켓"에 삽입되어 제어된다. 그러나 산화 스트레스 하에서는 일부 헴단백질(예: 헤모글로빈)은 헴 보결분자단을 방출할 수 있다. 이러한 방식으로 생성된 단백질에 결합되지 않은 (유리) 헴은 세포독성이 매우 높다. 이는 아마도 프로토포르피린 IX 고리 내에 포함된 철 원자로 인해 자유 라디칼 생성을 지유롭게 촉매하는 펜톤 시약 역할을 할 수 있기 때문일 것이다. 이는 단백질의 산화 및 응집, 지질과산화를 통한 세포독성 과산화지질의 형성을 촉매하고 산화 스트레스를 통해 DNA를 손상시킨다. 친유성 특성으로 인해 미토콘드리아 및 핵과 같은 세포소기관의 지질 이중층을 손상시킨다. 유리 헴의 이러한 특성은 말라리아 및 패혈증과 같은 특정 염증성 질환의 발병에 중요한 역할을 하는 해로운 효과인 전염증성 작용제에 반응하여 프로그램된 세포 사멸을 겪도록 다양한 세포 유형을 민감하게 만들 수 있다.

### 암
고기에서 나오는 헴 철분의 다량 섭취와 결장암의 위험 증가 사이에는 연관성이 있다. 붉은색 고기의 헴 함량은 닭고기와 같은 흰색 고기의 헴 함량보다 10배나 높다.
미국 암 연구소(AICR)와 세계 암 연구 기금(WCRF)은 보고서에서 헴 철을 함유한 식품이 대장암 위험을 증가시킨다는 제한적이지만 암시적인 증거가 있다고 결론지었다. 2019년 리뷰에서는 헴 철분 섭취가 유방암 위험 증가와 관련이 있는 것으로 나타났다.

## 유전자
다음의 유전자들은 헴을 만드는 화학적 경로의 일부이다.
- ALAD: 아미노레불린산, δ-, 탈수효소 (결핍은 알라-탈수효소 결핍 포르피린증을 유발함)[54]
- ALAS1: 아미노레불린산, δ-, 생성효소 1
- ALAS2: 아미노레불린산, δ-, 생성효소 2 (결핍은 철적혈모구빈혈/저색소성빈혈을 유발함)
- CPOX: 코프로포르피리노젠 산화효소 (결핍은 유전성 코프로포르피린증을 유발함)[55]
- FECH: 페로킬레이테이스 (결핍은 적혈구생성 프로토포르피린증을 유발함)
- HMBS: 하이드록시메틸빌레인 생성효소 (결핍은 급성 간헐성 포르피린증을 유발함)[56]
- PPOX: 프로토포르피리노젠 산화효소 (결핍은 다양한 포르피린증을 유발함)[57]
- UROD: 유로포르피리노젠 탈카복실화효소 (결핍은 만발성 피부 포르피린증을 유발함)[58]
- UROS: 유로포르피리노젠 III 생성효소 (결핍은 선천성 적혈구생성 포르피린증을 유발함)

## 같이 보기
- 헴단백질
- 헤모글로빈
- 포르피린
- 사이토크롬 P450